# Treffen in Travers
Treffen in Travers è un film del 1988 diretto da Michael Gwisdek.